# Studios 301
O Studios 301 é um estúdio de gravação localizado em Sydney, Austrália. Fundado em 1926, é o estúdio de gravação mais duradouro do hemisfério sul. Desde a sua separação da EMI em 2006, tem agora quatro complexos em todo o mundo, a maior destas situada no subúrbio de Alexandria, Sydney. Outras locações incluem Estocolmo, Byron Bay, e Colónia.